# آوریل لوین: دنیای من
| بررسی انتقادی | بررسی انتقادی |
| منبع          | رتبه‌بندی      |
| ------------- | ------------- |
| DVD Talk      | Rent it       |

آوریل لوین: دنیای من (به انگلیسی: Avril Lavigne: My World) اولین آلبوم/دی‌وی‌دی منتشر‌شده از خواننده و ترانه‌نویس اهل کانادا آوریل لوین است. این دی‌وی‌دی متشکل از شانزده ترانه است که لوین در اولین تور اجرای زنده خود با عنوان Try to Shut Me Up Tour در HSBC Arena در بوفالو، نیویورک اجرا کرد. اکثر قطعات از اولین آلبوم او، رها کردن گرفته شده‌است، در حالی که دو ترانه از آن‌ها بازخوانی هستند. این آلبوم همچنین دارای رو و پشت صفحه می‌باشد. در سی‌دی زنده، سه ترانه بازخوانی با یک تک‌آهنگ است.